# دانا استریکلند
دانا استریکلند (انگلیسی: Donna Strickland؛ زادهٔ ۲۷ مهٔ ۱۹۵۹) فیزیکدان در رشته نور و برنده نوبل فیزیک (۲۰۱۸) اهل کانادا است. او دانشیار دانشکده فیزیک و اخترشناسی دانشگاه واترلو است. او به عنوان یکی از پیشگامان لیزرهای پالس، جایزه نوبل فیزیک ۲۰۱۸ را به همراه ژرار مورو و آرتور اشکین به‌دست‌آورد. او پس از ماری کوری و ماریا ژئوپرت مایر، سومین زنی است که برنده جایزه نوبل فیزیک می‌شود.